# Chromogobius
Chromogobius – rodzaj ryb z rodziny babkowatych.

## Klasyfikacja
Gatunki zaliczane do tego rodzaju:
- Chromogobius britoi
- Chromogobius quadrivittatus - babka pręgowana[3]
- Chromogobius zebratus

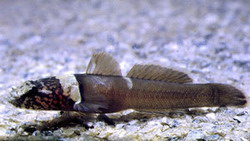
Chromogobius quadrivittatus